# Étoile de Bethléem
Pour la plante originaire des Grandes Antilles et d'Amérique continentale, voir Hippobroma longiflora.
Pour les articles homonymes, voir Étoile de Noël.
L'étoile de Bethléem ou étoile de Noël est le signe, qui dans l'Évangile selon Matthieu, annonça à des mages orientaux la naissance de Jésus et, selon la tradition chrétienne, les a guidés vers Jérusalem et Bethléem. En souvenir de cet événement, les crèches et sapins de Noël sont décorés d'une étoile.
L'adoration des mages est traditionnellement célébrée à l'Épiphanie (le 6 janvier) dans la chrétienté occidentale.

## Introduction

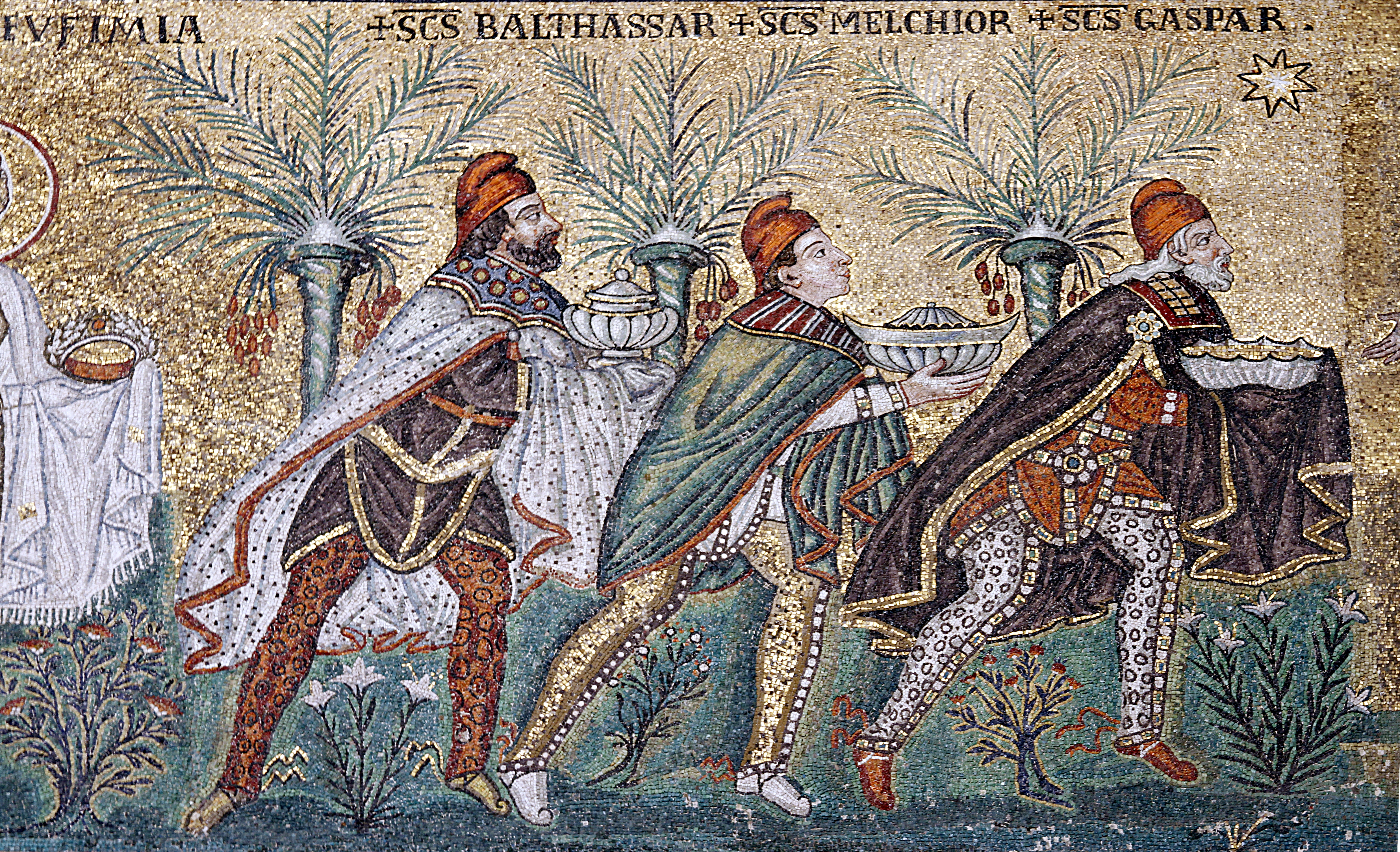
L'étoile guidant les mages, mosaïque de Ravenne, début du VIe siècle.

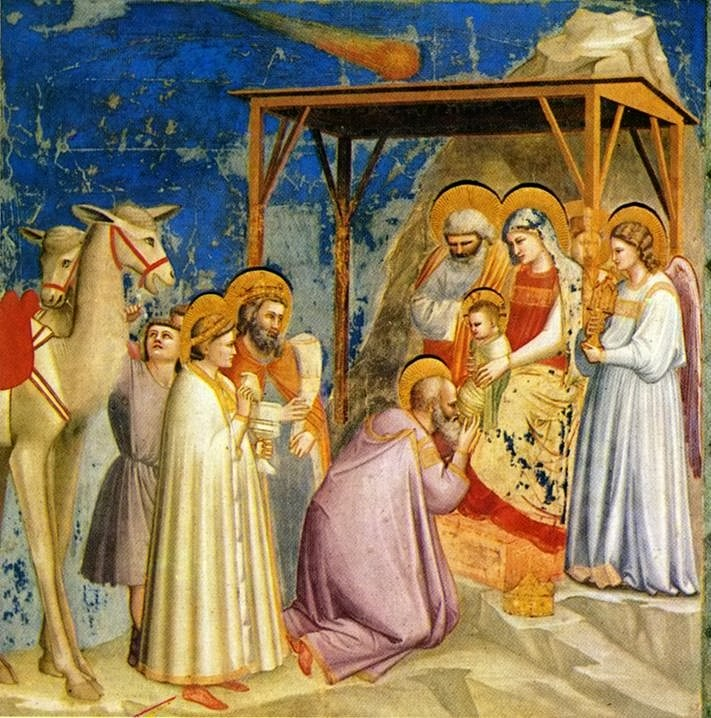
Adoration des Mages - Giotto di Bondone.
L'étoile est une comète au-dessus de l'enfant.
Giotto a vu la comète de Halley en 1301.

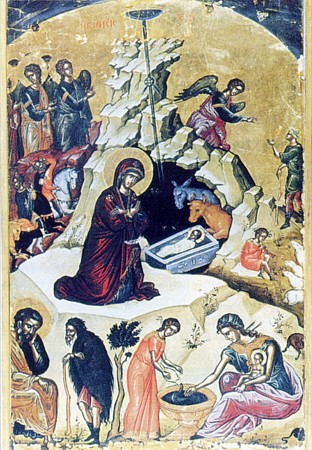
Icône de la Nativité.
L'étoile, au centre, est noire avec un seul rayon.

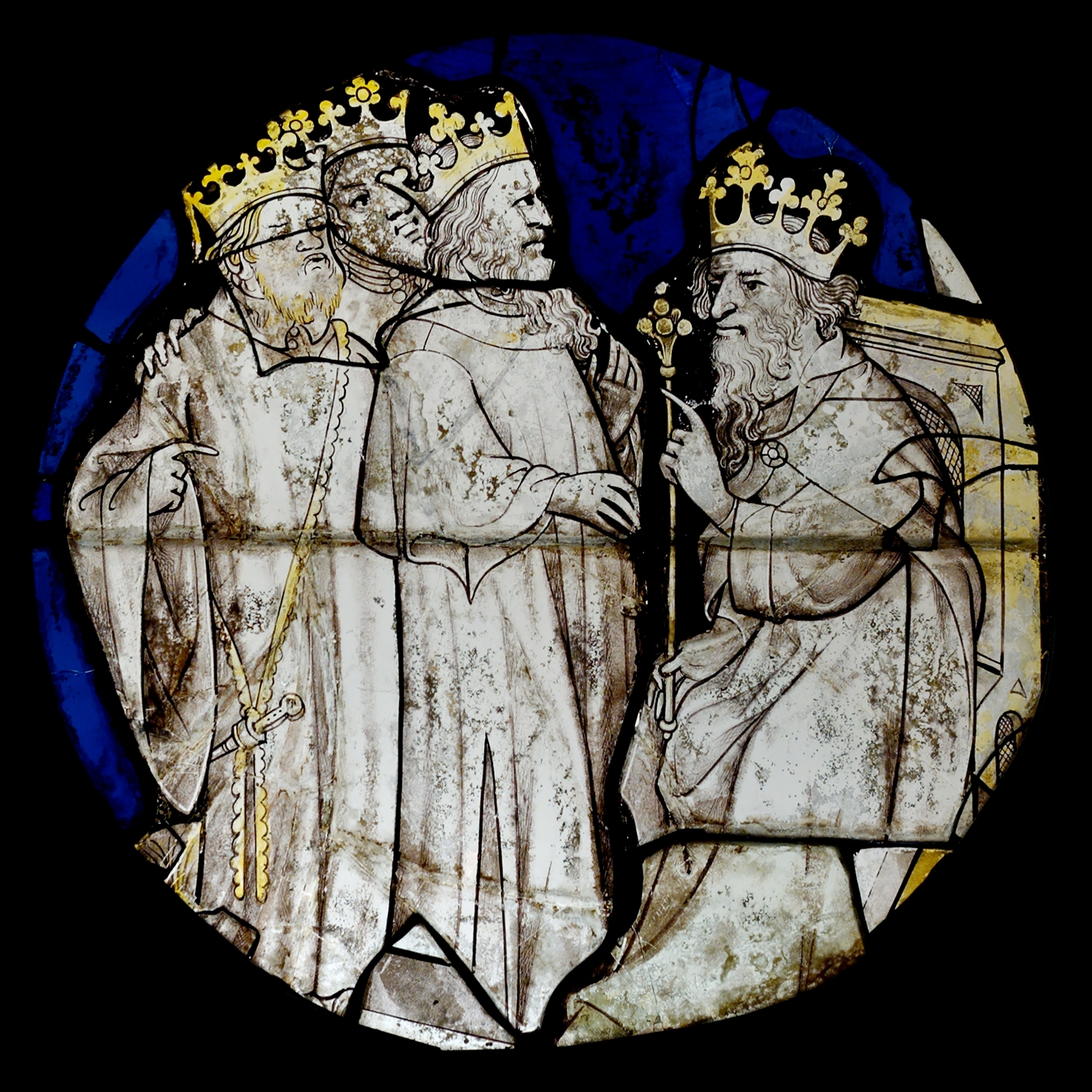
Les mages devant Hérode, France, début du XVe siècle. Vitrail (verres colorés et grisaille), plomb. Restauré par F. Pivet en 1999.

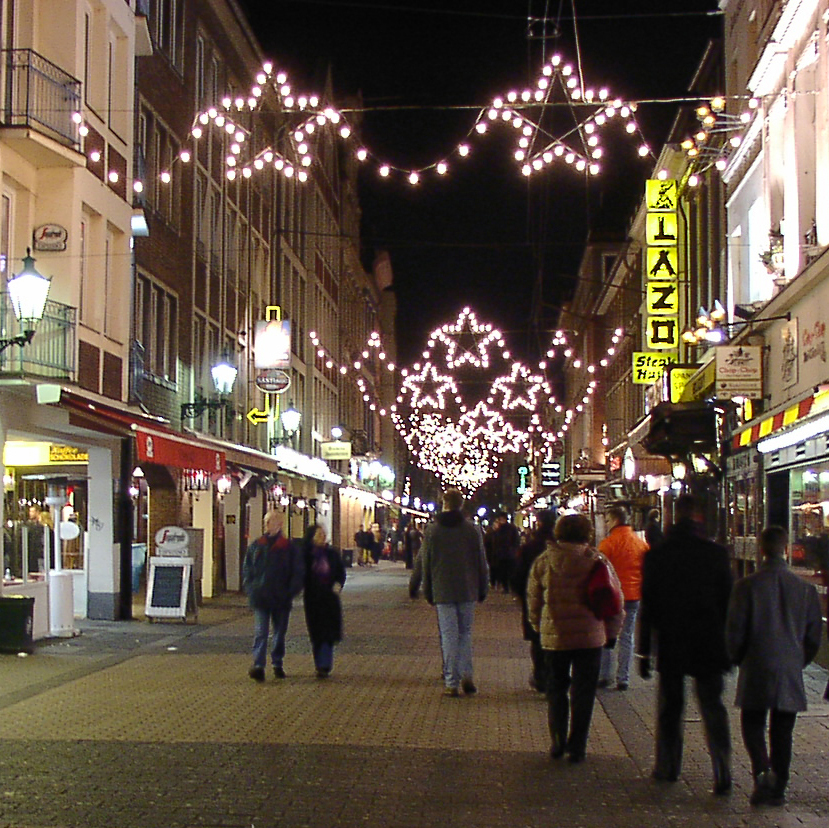
Décoration de Noël, XXe siècle.

Le récit de Matthieu est bien ancré dans la culture populaire occidentale avec les décorations de Noël et la galette des rois, l'aspect religieux  passe souvent au deuxième plan. Cependant, l'évènement annonce la naissance du Christ, personnage qui provoquera le début de la religion chrétienne.
- Les chrétiens considèrent l'étoile comme un signe miraculeux indiquant la naissance du Messie. Colin Humphreys, professeur à l’Université de Cambridge, explique qu'à l'époque de la naissance du Christ, les comètes étaient associées à la naissance de grands rois et à de bonnes nouvelles[1]. Origène note que, d'après les descriptions, l'étoile est en fait une comète. Pour les pères de l'Église, ces objets célestes sont des astres nouveaux et miraculeux, absents lors de la création du Monde, créés par Dieu pour transmettre un message : Abraham et Moise ont vu leur naissance annoncée par une telle "étoile".
- Des astronomes, à commencer par Kepler, qui voulaient appuyer un récit biblique sur des bases rationnelles, ont tenté de lier l'étoile avec un événement astronomique rare (conjonction de planètes[2], comète ou supernova[3])[4].
- Plusieurs historiens de la science, comme  Jean-Paul Parisot, professeur d’astronomie à l’université de Bordeaux, suggèrent que l'étoile n'était pas un objet astronomique ou signe miraculeux, mais un horoscope régal dressé par les Mages vers 6 av. J.-C.[1]
- Beaucoup d'exégètes modernes[Lesquels ?] considèrent que l'étoile n'est pas un événement historique, mais simplement une fiction pieuse, introduite par Matthieu pour renforcer la thèse que Jésus est le Messie, car à l'époque tous les 'grands rois' avaient une étoile associée à leur naissance.

## Narration de Matthieu
Matthieu est le seul évangéliste qui évoque l'étoile et la visite des Mages, dans le chapitre 2 :
1. « Jésus étant né à Bethléem en Judée, au temps du roi Hérode, voici des mages d'Orient arrivèrent à Jérusalem, et dirent : Où est le roi des Juifs qui vient de naître? car nous avons vu son étoile en Orient, et nous sommes venus pour l'adorer. »
2. « Le roi Hérode, ayant appris cela, fut troublé, et tout Jérusalem avec lui. »
3. « Il assembla tous les principaux sacrificateurs et les scribes du peuple, et il s'informa auprès d'eux où devait naître le Christ. »
4. « Ils lui dirent : À Bethléem en Judée ; car voici ce qui a été écrit par le prophète : Et toi, Bethléem, terre de Juda, Tu n'es certes pas la moindre entre les principales villes de Juda, Car de toi sortira un chef Qui paîtra Israël, mon peuple. »
5. « Alors Hérode fit appeler en secret les mages, et s'enquit soigneusement auprès d'eux depuis combien de temps l'étoile brillait. »
6. « Puis il les envoya à Bethléem, en disant : Allez, et prenez des informations exactes sur le petit enfant ; quand vous l'aurez trouvé, faites-le moi savoir, afin que j'aille aussi moi-même l'adorer. »
7. « Après avoir entendu le roi, ils partirent. Et voici, l'étoile qu'ils avaient vue en Orient marchait devant eux jusqu'à ce qu'étant arrivée au-dessus du lieu où était le petit enfant, elle s'arrêta. »
8. « Quand ils aperçurent l'étoile, ils furent saisis d'une très grande joie. »
9. « Ils entrèrent dans la maison, virent le petit enfant avec Marie, sa mère, se prosternèrent et l'adorèrent ; ils ouvrirent ensuite leurs trésors, et lui offrirent en présents de l'or, de l'encens et de la myrrhe. »
10. « Puis, divinement avertis en songe de ne pas retourner vers Hérode, ils regagnèrent leur pays par un autre chemin. »
11. « Lorsqu'ils furent partis, voici, un ange du Seigneur apparut en songe à Joseph, et dit : Lève-toi, prends le petit enfant et sa mère, fuis en Égypte, et restes-y jusqu'à ce que je te parle ; car Hérode cherchera le petit enfant pour le faire périr. »
12. « Joseph se leva, prit de nuit le petit enfant et sa mère, et se retira en Égypte. »
13. « Il y resta jusqu'à la mort d'Hérode, afin que s'accomplît ce que le Seigneur avait annoncé par le prophète : J'ai appelé mon fils hors d'Égypte. »
14. « Alors Hérode, voyant qu'il avait été joué par les mages, se mit dans une grande colère, et il envoya tuer tous les enfants de deux ans et au-dessous qui étaient à Bethléem et dans tout son territoire, selon la date dont il s'était soigneusement enquis auprès des mages. »

### Commentaires sur le récit de Matthieu
Selon Hérodote, les mages formaient une caste de prêtres/devins/astrologues d'origine mède. Clément d'Alexandrie, Cyrille d’Alexandrie, et Jean Chrysostome pensaient que les Mages qui sont allés à Bethléem étaient d’origine perse. Jérôme de Stridon et Augustin d'Hippone croyaient que les Mages étaient des astronomes babyloniens. Dans la traduction grecque de la Bible juive, la Septante, (Ancien Testament), on trouve le mot « mage » uniquement dans le livre de Daniel où il est utilisé concernant des savants babyloniens (1.20; 2.2, 2.10, 2.27; 4.7; 5.7, 5.11, 5.15). Quelques autres érudits croient que les Mages étaient peut-être d’origine arabe. Le récit a attiré des additions, par exemple, au VIIe siècle le nombre et les noms (Melchior, Gaspard et Balthazar) y sont ajoutés. On ne connaît pas avec certitude le vrai nombre de Mages qui étaient à Bethléem, ni leurs noms. Il est peu probable qu’ils étaient des rois,.
Hérode n'est pas « troublé » par l'étoile, mais par l'annonce que le Roi des Juifs est né, donc un rival. Le lieu de sa naissance donné par Matthieu est un amalgame de deux prophéties : celle du Livre de Michée (chapitre 5, verset 1), qui donne Bethléem et celle du Deuxième livre de Samuel (chapitre5, verset 2) qui donne la cité du roi David comme lieu de naissance.
La riposte de Hérode est d'ordonner le massacre de tous les enfants, âgés de moins de deux ans, dans les environs de Bethléem. Le choix de deux ans et pas simplement les nouveau-nés était probablement basé sur des informations fournies par les Mages. Dans le récit de Matthieu, écrit en grec, Jésus est décrit avec le mot (παιδἱον / paidion) qui veut dire jeune enfant au lieu du mot spécifique pour nouveau-né (βρεφοσ / brephos). Ceci peut indiquer qu'un certain temps s'est écoulé entre la naissance de Jésus et la visite des Mages. Par contre, le mot (παιδἱον / paidion) est utilisé dans le récit de Luc spécifiquement au sujet de la naissance de Jésus et sa présentation au temple.
Pour placer le récit de Matthieu dans un contexte historique il convient d'avoir une date approximative de la date de naissance de Jésus. Il est généralement admis par des historiens de l'époque romaine qu'Hérode est mort en 4 av. J.-C. et que Jésus était né vers la fin du règne d'Hérode. Cependant les Pères de l’Église pensaient que Jésus est né soit en l’an 3 av. J. -C., soit en l’an 2 av. J. -C. De nos jours, une minorité de chercheurs essaye de nouveau à affirmer les dates proposées par les Pères,,. Selon cette perspective, Hérode est décédé fin janvier de l’an 1 av. J. -C..

## La nature de l'étoile?
La nature et l'origine de l'étoile de Bethléem sont un sujet de spéculation depuis des siècles. Il y a quatre catégories de propositions : un miracle divin, un évènement astronomique réel, une interprétation astrologique ou une fable pieuse.

### Miracle
L'étoile pourrait être un miracle, ou Dieu, travaillant hors du champ de la physique et de l'astronomie, avait créé une lumière dans le ciel, visible uniquement aux Mages, et qui se déplaçait devant eux pour les guider vers le lieu de naissance du Messie.
Dans l'Église orthodoxe, l'étoile de Bethléem est interprétée comme un miracle d'importance pédagogique et symbolique.
Dans le contexte des croyances religieuses, la proposition d'un miracle est censée, vu l'importance de l’évènement pour les chrétiens et le fait que, dans la Judée de l'époque, les miracles, visites d'anges (à Élisabeth, cousine de Marie et mère de Jean le baptiste, l'Annonciation faite à Marie etc.), la conception immaculée de Marie, etc. témoignent d'une apparente intervention divine régulière auprès des hommes.
Si l'on accepte cette hypothèse, toute autre discussion est superflue.

### Événement astronomique
Depuis plus de quatre siècles les astronomes et certains chrétiens ont tenté d'associer l'étoile de Bethléem à un évènement astronomique réel et de donner ainsi une base rationnelle au récit de Matthieu,. Chaque proposition est, selon ses défenseurs, assez spectaculaire pour attirer l'attention des Mages et pour les convaincre d'aller en Judée. Des astronomes et divers chercheurs ont examiné la dernière décennie av. J.-C. dans l'espoir de trouver un évènement assez spectaculaire pour être considéré comme l'étoile de Bethléem. Il y a deux types de phénomènes : ceux liés aux orbites périodiques des astres qui peuvent produire des conjonctions serrées, ou des quasi-juxtapositions apparentes, vues de la Terre, et des phénomènes transitoires, tels que l'arrivée d'une comète brillante ou le surgissement d'un événement cataclysmique (nova, supernova ou hypernova).

#### Conjonction des planètes
Le premier astronome à tenter une explication a été Kepler. En 1614, il publia des travaux qui établissaient qu'en mars, octobre et décembre de l'année 7 av. J.-C., les planètes Jupiter et Saturne se trouvèrent alignées vues de la Terre dans la constellation des Poissons. Kepler pensait (incorrectement) que cette conjonction des planètes pouvait produire une nova.
Aujourd'hui on peut calculer avec une très grande précision les positions du Soleil, de la Lune, de toutes les planètes et des comètes périodiques dans le ciel pour un lieu spécifique sur la Terre et à une date donnée, même plusieurs milliers d'années dans le passé. Par leur précision ces mêmes calculs servent souvent à réfuter les spéculations. Mais la triple conjonction entre Jupiter et Saturne en 7 av. J.-C. est bien corroborée. La première de ces conjonctions successives a eu lieu en fin mai ; la deuxième, en début octobre, a dû être assez frappante, du fait que les deux planètes étaient en opposition avec le Soleil et que leur éclat était très fort (magnitude de –2,92 pour Jupiter et de –0,19 pour Saturne) ; la troisième a eu lieu en début décembre.
Un calcul précis montre que la séparation minimale de Jupiter et Saturne dans la conjonction signalée par Kepler était d'environ un degré arc, c'est-à-dire deux fois le diamètre de la pleine lune et donc pas très impressionnante et surtout, les deux planètes ne pouvaient pas être confondues en une seule étoile comme dans le récit de Matthieu[réf. nécessaire].
En 1973, l'astronome K. Kaufmanis avait suggéré que les conjonctions de Jupiter et de Saturne, proposées par Kepler sont l'origine de l'étoile. Les astronomes David Hughes et Konradin Ferrari d’Occhieppo ont aussi soutenu la thèse que les conjonctions de Jupiter et Saturne étaient au cœur de l’histoire de l’étoile,.
D'autres alignements semblables de cette époque ont été proposés comme étant l'étoile : 9 av. J.-C. Uranus proche de Saturne et Vénus (mais Uranus est à peine visible à l’œil nu même quand on sait sa position) ; 8 av. J.-C. Jupiter, Saturne et Mars ; 6 av. J.-C. l'occultation de Jupiter et Saturne par la Lune. Dans les années 3-2 av. J.-C. se produisirent une série de conjonctions entre Jupiter, Régulus et Vénus. Cependant ces évènements eurent lieu après la mort d'Hérode en 4 av. J.-C. et donc ne correspondent pas à l'étoile de Bethléem. Mais les Pères de l'Église et certains chercheurs modernes pensent qu'Hérode est décédé en janvier de l'an 1 av. J.-C.,,.

#### Signes célestes centrés sur le cycle de MUL.BABBAR/Jupiter
Une autre théorie associe l'étoile à une série d'évènements célestes hautement symboliques, mais généralement peu spectaculaires impliquant la planète Jupiter,. Les astronomes babyloniens faisaient généralement référence à la planète sous le nom de MUL.BABBAR, ce qui signifie « l'étoile blanche »,. Une série d'évènements célestes symboliquement royaux, qui étaient centrés sur le cycle annuel de la planète, auraient pu être associés au judaïsme et au Messie. D. Hutchison a fait une analyse approfondie des évènements astronomiques symboliquement royaux visibles depuis la Babylonie vers la date de la naissance de Jésus,.
Selon la théorie, l'étoile n'était pas un guide, mais plutôt un héraut, l’annonciateur d’un grand roi. Les mages de Matthieu n'ont jamais rien suivi visuellement, nulle part, à aucun moment. L’étoile a été donnée afin d’informer les mages, et non pas pour les guider. Les mages n'étaient pas présents avec les bergers au moment de la naissance de Jésus. Ils sont arrivés en Judée environ un an et demi après les premiers signes célestes,.
Après une série d’évènements impliquant l'étoile, les mages ont voyagé de l'Est vers la Judée et Bethléem en plein jour comme d’autres voyageurs. Cependant, une nuit après leur arrivée à Bethléem, les mages ont compris une nouvelle association symbolique et inattendue concernant l’astre. L'étoile a « précédé » les hommes d'une manière similaire à celle dont Jésus a précédé ses disciples en Galilée après sa résurrection, non pas visuellement, mais chronologiquement (Matthieu 26:32, 28:7). L'étoile n'a pas indiqué une maison spécifique, l’endroit où se trouvait l’enfant messianique. Mais après une recherche minutieuse, les mages ont découvert l'enfant qui avait environ un an. Cette conception de l'étoile a été désignée comme « une étude sérieuse de ce qui aurait pu être une perspective juive messianique concernant le ciel il y a deux millénaires ».

#### Phénomène transitoire
En ce qui concerne les phénomènes transitoires : comète, météore et explosion d'étoile, les sources historiques les plus précises sont les observations des astronomes chinois. La comète de Halley, mais pas très spectaculaire vue de la Judée, était de passage en 12 av. J.-C., passage au périgée à 24 millions de kilomètre le 9 septembre et passage au périhélie le 10 octobre (et également en 66 apr. J.-C., passage au périhélie le 26 janvier et passage au périgée le 19 mars à 37 millions de kilomètres) où elle a peut-être joué un rôle dans l'écriture du texte de Matthieu, voir ci-dessous), deux autres comètes (décrites comme étoiles poilues) ont été enregistrées par les Chinois et les Coréens et 5 et 4 av. J.-C. Dans toutes les anciennes civilisations l'arrivée d'une comète était un présage de mauvais augure et signe démoniaque. Il est difficile de réconcilier cette notion avec la naissance du Messie. Cependant, Humphreys a trouvé quelques exemples où des comètes étaient considérées comme apportant de bonnes nouvelles et il a suggéré que l'étoile était la comète observée par les Chinois en 5 av. J.-C. Si tel était le cas, pourquoi cette comète n'était-elle pas visible pour Hérode et son entourage ? L’explication de l’étoile en tant que comète a été récemment promue par Colin Nicholl. Sa théorie implique une comète hypothétique qui aurait pu apparaître en 6 av. J.-C.,,.
Une nova peut paraître comme une nouvelle étoile qui brille, là où on ne voyait pas d'étoile avant, pendant quelques jours ou semaines avant de disparaître. Les astronomes chinois, qui notaient soigneusement ces 'nouvelles étoiles' (dont la plus fameuse est celle de 1054, devenu la nébuleuse du Crabe), n'indiquent rien pour cette décennie.
Une hypothèse formulée par Tipler en 2005 est que l'étoile est une hypernova qui aurait eu lieu dans la galaxie d'Andromède. Des traces d'une hypernova ont été trouvés en 1997 et Tipler a calculé que la galaxie était bien placée pour l'observation dans la période en question, malheureusement il n'y a aucune indication de la date de l'explosion, même pas à quelques siècles près.

### Événement astrologique
Les aspects astrologiques du récit de Matthieu ont été largement ignorés jusqu'en 1999 quand l'astronome Michel Molnar suggéra que le récit correspondrait à un horoscope régal. Auparavant Molnar avait utilisé ses connaissances d'astrologie ancienne dans l'étude historique des rois du Proche-Orient à l'époque romane. La proposition de Molnar a été le sujet d'un colloque interdisciplinaire en 2014 (Barthel et van Kooten et Schaefer).
Les Mages étaient des astrologues et leur outil de prédilection est l'horoscope. Un horoscope natal affirme la date, le pays, le caractère et le destin du nouveau-né et il est régal si l'enfant est destiné à être un roi, et ceci est précisément l'information relatée par Matthieu, que les Mages ont obtenue de l'étoile.
L'idée de Molnar est, comme pour le calcul astronomique des planètes réelles, de calculer les configurations astrologiques et les horoscopes en fonction des interprétations de l'astrologie gréco-romaine pour l'époque en question et de voir s'il y avait des événements 'spectaculaires' qui pouvaient correspondre à l'étoile de Bethléem. Il a trouvé une configuration planétaire très rare, qui n'avait rien de spectaculaire comme phénomène céleste, mais qui avait une interprétation astrologique de la première importance : un horoscope régal décrivant la naissance d'un grand roi en Judée le 17 avril 6 av. J.-C.
Selon Molnar, le texte de Matthieu contient plusieurs termes techniques utilisés dans l'astrologie gréco-romaine :
« Nous avons vu son étoile en Orient » est une traduction du grec εν τη ανατολή / en te anatole, qui est une expression utilisée pour décrire le lever héliaque d'une planète.
« ... elle s'arrêta. » est traduit du grec estathē, qui est un terme utilisé pour le moment où le mouvement d'une planète relatif à la Terre change de direction (mouvement rétrograde).
En revanche, des traducteurs influents de textes astronomiques et astrologiques de l’Antiquité ont rejeté la traduction “lever héliaque” (première visibilité) dans ce passage et préfèrent l’original “en Orient”. Selon ces personnes, Matthieu n’utilisait certainement pas les termes techniques usuels concernant un lever héliaque, même si certains experts concèdent qu’il se peut qu’il ait utilisé des termes employés par des non-spécialistes. Stephan Heilen, un expert en langues anciennes, rejette complètement la traduction de Molnar "elle s'arrêta" (estathē) comme mouvement rétrograde. Selon lui, le terme normal pour le mouvement rétrograde était (estarixen). Ce qui est un autre verbe.
Dans l'astrologie gréco-romaine, Jupiter est l'étoile des rois et dans l'astrologie juive, Saturne l'étoile du Messie.[citation nécessaire] La naissance du Messie, roi des Juifs sera précédée par un lever héliaque de Jupiter et Saturne dans le signe zodiacal de la 'maison des Hébreux'.[citation nécessaire] La question est : quel est le signe zodiacal qui correspond à la 'maison des Hébreux' ?
Les douze signes du zodiaque symbolisent les douze tribus d'Israël et leurs pays. Au premier siècle av. J.-C. la Cœlé-Syrie, la Palestine, Idumée et la Judée sont associées avec la constellation du Bélier (Molnar ; dans le Tetrabiblos de Claude Ptolémée et dans le Mathesis de Firmicus Maternus, un astrologue de l'Empereur Constantin converti au christianisme, écrivait en 334 (le Mathesis, le seul traité latin d'astrologie qui a été entièrement conservé) qu'une occultation de Jupiter dans la constellation du Bélier était un signe de la naissance d'un roi divin. Par contre, dans une longue analyse, Stephan Heilen rejette l'idée avancée par Molnar que la constellation du Bélier ait été associée à la Judée au premier siècle avant J.-C..
Selon Molnar, il est peut-être significatif de noter la quantité de pièces de monnaie avec un bélier qui regarde une étoile. Frappées au cours du Ier siècle à Antioche, ancienne capitale de la Syrie, considérée comme un berceau du christianisme. D’autres autorités attribuent la présence de la constellation du Bélier sur les pièces d’argent à la date de la fondation de la ville d'Antioche au printemps de l’an 300 av. J. -C.,.
Dans la configuration du 17 avril 6 av. J.-C. décrite par Molnar la séquence des levers est : Vénus, dans la constellation des Poissons ; Jupiter, Saturne, (les 'porteurs de fer de lance'), suivis de la Lune et du Soleil, tous dans la constellation du Bélier, et finalement, Mars et Mercure (les 'serviteurs') dans la constellation du Taureau. Peu après le lever du Soleil, Jupiter est occulté par la Lune. Cette configuration était invisible à l’œil nu, car le Soleil était levé, mais parfaitement calculable par les Mages.
En ce qui concerne l'horoscope :
- Les Mages auraient pu le dresser avant ou juste après la naissance de Jésus et entamer leur voyage vers son lieu de naissance, comme dans le récit de Matthieu.
- L'horoscope aurait pu être dressé bien plus tard et utilisé par Matthieu pour appuyer la thèse que Jésus est le Messie.
Selon Molnar, l'évènement astrologique donne des interprétations simples et naturelles pour des détails qui se trouvent dans le texte de Matthieu dont on n'avait pas d'explication. La configuration décrite par l'horoscope est rare, avec un intervalle de réplication d'environ 1000 ans.[citation nécessaire] C'est un calcul mathématique relativement simple, fait au XXe siècle, avec des interprétations de l'astrologie gréco-romaine.

### Fable pieuse
Une fable pieuse est un récit, inventé par son auteur, pas comme un mensonge délibéré, mais pour illustrer et appuyer sa foi auprès d'autres personnes. Il est généralement admis que l'évangile de Matthieu a été écrit vers 80 - 100 de notre ère, par au moins deux auteurs différents. Selon M.D. Goulder le texte est une adaptation et expansion de l'évangile selon Marc par Midrash — c'est-à-dire une technique d'exposition qui, à partir d'une source comme le texte de Marc, le complète et l’embellit en utilisant des fragments de textes anciens, des commentaires de sages et érudits sur 'ce qui doit être'. Sanders et Vermes estiment aussi que le récit de Matthieu n'est pas purement historique et le classent parmi les fables pieuses.
Les trois autres évangélistes ne mentionnent ni les Mages, ni l'étoile :
L'évangile selon Luc, écrit entre 80 et 86 de notre ère, rapportent que des bergers, avertis par des anges, s'y rendaient pour adorer l'enfant Jésus. Le seul phénomène 'astronomique' évoqué par Luc est l'obscurité de la crucifixion, que certains exégètes ont interprété comme une éclipse lunaire en 29 apr. J.-C. Luc est reconnu par des spécialistes pour 'arranger' ses textes, surtout vis-à-vis l'importance de saint Paul.[pas clair]
L'Évangile selon Marc, le plus ancien des textes, ne mentionne pas la nativité et l'Évangile selon Jean affirme que Jésus est de Galilée et pas de Bethléem.
Matthieu voulait convaincre les juifs de son époque que Jésus était le Messie en montrant que sa naissance était associée à l’accomplissement d'une prophétie et de l'étoile du roi des Juifs et du Messie.
Jenkins, R.M. soutient que le récit de Matthieu est, en partie, inspiré par le passage de la comète de Halley en 66 apr. J.-C. La comète n'était pas considérée comme un signe de bon augure par Josephus, car elle coïncide avec le début de la révolte des Juifs en 66 AD et la destruction du Temple à Jérusalem en 70 apr. J.-C. Cependant, la trajectoire, vue de Jérusalem, correspond au récit de Matthieu : visible à l'Est, juste avant l'aube, puis se déplaçant vers l'Ouest, et vers la fin de sa période de visibilité elle était presque stationnaire, haute dans le ciel au Sud de Jérusalem, dans la direction de Bethléem.
L'évangile de Matthieu a été très probablement écrit à Antioche, où circulaient des pièces de monnaie frappées avec le bélier et l'étoile, témoignage astrologique de la naissance de Jésus. Ceci, combiné avec la description de la comète de Halley, correspond en tout point au récit de Matthieu.

## Dans la fiction
- Dans la nouvelle L'Étoile, parue en 1955 (prix Hugo de la meilleure nouvelle courte 1956), Arthur C. Clarke imagine une expédition spatiale humaine qui arrive à proximité de cette étoile et y découvre une planète orbitant autour de cette étoile. Cette planète était peuplée par des extraterrestres qui avaient développé une civilisation raffinée.